# ゴセ
ゴセ（Gosset）は、1584年に設立されたシャンパーニュ地方の最も古いシャンパンハウス（製造業者）の一つである。

## 概要
ゴセ社はアイ村のブドウ栽培業者のジャン・ゴセ（Jean Gosset）が葡萄園をピエール・ゴセ（Pierre Gosset）の手に任せたときに設立された。ピエール・ゴセは自身の名を冠したシャンパンを輸出し始めた。
1994年にハウスはレミーコアントロー（Rémy-Cointreau）社に売却され、コニャック・フラパン（Cognac Frapin）の経営者でもあるベアトリス・コアントロー（Beatrice Cointreau）経営の下でゴセ社は2005年に100万本を生産するまでに成長した。
ゴセ社のシャンパンはピノ・ノワール、シャルドネとピノ・ムニエ（Pinot Meunier）を配合して作られている。このハウスは、微かに甘いブリュ・デクセランス（Brut Excellence）、ヴィンテージのグラン・ミレジーム（Grand Millésime）とプレスティージ・キュヴェ（cuvée）のセレブリ（Célebris）で知られる。また記念シャンパンのカトリエーム・サントネール（Quatrième Centenaire）も生産した。

## 現行のシャンパン
ブリュ・デクセランス（Brut d'Excellence）-（ノン・ヴィンテージ）：
シャルドネ 42%、ピノ・ノワール 39%、ピノ・ムニエ（Pinot Meunier） 13%を配合。ゴセから出荷される他のシャンパンとは異なり標準のシャンパンボトルで市場に流通している。
グランド・レゼルヴ（Grande Reserve）-（ノン・ヴィンテージ）：
シャルドネ 46%、ピノ・ノワール 39%、ピノ・ムニエ 15%、平均2年間おいたリザーブワイン 12%を配合。 In the 1980s, the blend had been 65% Pinot Noir and 35% Chardonnay.
グランド・ロゼ（Grande Rosé）-（ノン・ヴィンテージ）：
シャルドネ 56%、ピノ・ノワール グランクリュ 35%、ブージィー（Bouzy）とアンボネ（Ambonnay）産の赤ワイン 9%を配合。
グラン・ミレジーム（Grande Millésime）-（ヴィンテージ）：
シャルドネ 56%、グランクリュとプルミエクリュの葡萄園で作られたピノ・ノワール 44%を配合。1980年代にはピノ・ノワール 60%、シャルドネ 40%を配合。
ゴセ・セレブリ（Gosset Celebris）-（ヴィンテージ・プレスティージ・キュヴェ）：
シャルドネ 64%、ピノ・ノワール 36%を配合。ヴィンテージが生産されたのは1998年、1995年、1990年と1988年。
ゴセ・セレブリ・ロゼ（Gosset Celebris Rosé）-（ヴィンテージ・ロゼ プレスティージ・キュヴェ）：

## 過去のシャンパン
ヴィンテージ・キュヴェ・カトリエーム・サントネール（Vintage Cuvée Quatrième Centenaire） -（ノン・ヴィンテージ プレスティージ・キュヴェ）：
このシャンパンはゴセ社の創立400周年を記念して生産された。ピノ・ノワール 36%、シャルドネ 63%を配合。これには1971年のヴィンテージが混ぜられている。生産数は25,000ケース以下。番号入りボトル。1-200はゴセ家用、201-1,500はマグナム壜、1,501 to 25,000は他の大きさの壜。
コトー・シャンプノワ ブラン・ド・ブラン（Coteaux Champenois Blanc de Blancs）
コトー・シャンプノワ ブージィー・ルージュ（Coteaux Champenois Bouzy Rouge）